# Thomas Larkin
Thomas William Larkin (Londra, 31 dicembre 1990) è un hockeista su ghiaccio italiano, milita come difensore negli Schwenninger Wild Wings, squadra della Deutsche Eishockey Liga, e nella Nazionale italiana delle quali è capitano.

## Biografia
Larkin nacque a Londra da padre statunitense e da madre italiana. La famiglia si trasferì a Varese, in Italia, quando aveva 3 anni prima di stabilirsi a Cocquio-Trevisago. Iniziò a giocare ad hockey nel vivaio dell'AS Mastini Varese e studiò alla Scuola Europea. Con il suo sbarco negli Stati Uniti passò da centro a difensore.

## Carriera

### Giovanili
Nella stagione 2008-09 fu nominato capitano della squadra dell'Exeter High School, e al termine del campionato conclusosi con il record di 28-5-2 e con la finale del campionato NE fu nominato nel NEPSHIA All League Team. Terminò al quinto posto della squadra nel punteggio con 52 punti, frutto di 14 reti e 38 assist, stabilendo un record di una sola stagione per la maggior parte dei reti e di assist da parte di un difensore. Larkin totalizzò nel corso di tre stagioni 81 punti, il maggior numero di punti di carriera raccolti da un difensore nella storia della scuola.
Il 27 giugno 2009 entrò nella storia divenendo il primo giocatore italiano formatosi in Italia ad essere scelto da una squadra della NHL, i Columbus Blue Jackets, che lo selezionarono al quinto giro, come 137ª scelta assoluta.

### Professionismo
Il 14 marzo 2013 Thomas Larkin sottoscrisse un contratto di try out in AHL con gli Springfield Falcons, squadra affiliata alla franchigia dei Blue Jackets. La prima rete la realizzò nel match contro i Manchester Monarchs. Concluse l'esperienza del try out per quella stagione con sette presenze e un gol.
Il 5 luglio di quell'anno sottoscrisse un contratto biennale entry level con i Columbus Blue Jackets. Nell'autunno venne girato in prestito agli Evansville IceMen squadra della ECHL affiliata agli Springfield Falcons, alternando successivamente presenze tra ECHL e AHL. Per la stagione 2014-2015 i Blue Jackets confermarono l'assegnazione in AHL ai Falcons.
Nell'estate del 2015 Larkin lasciò gli Stati Uniti e si trasferì al Medveščak Zagabria. Divenne così il primo italiano a giocare in Kontinental Hockey League.
Venne confermato anche per la stagione successiva, ma nel mese di febbraio del 2017 la società, in difficoltà finanziarie, lo cedette ai tedeschi dell'Adler Mannheim. Al termine della stagione i tedeschi gli rinnovarono il contratto per due anni. Nel 2019 raggiunse l'accordo con la società per un ulteriore rinnovo triennale, seguito nel 2022 da un ulteriore rinnovo, questa volta annuale.
Al termine di quest'ultimo contratto, lasciò Mannheim per accasarsi agli Schwenninger Wild Wings, dove già militavano due compagni di nazionale, Alex Trivellato e Peter Spornberger.

### Nazionale
Larkin prese parte ai mondiali di Maribor in Slovenia con la Nazionale italiana Under-18, realizzando una rete nel match contro la Francia e servendo un assist a Matteo Tessari nella partita contro l'Austria. Giocò per l'Italia anche il campionato del Mondo Under-18 2008 a Riga, in Lettonia, con 3 goal e 20 minuti di penalità in cinque partite giocate.
Con la Nazionale maggiore partecipò al Campionato mondiale di hockey su ghiaccio - Prima Divisione 2011 segnando la sua prima rete contro la Corea del Sud su assist di Pat Iannone e Jonathan Pittis. L'Italia sconfisse in seguito l'Ungheria in finale riguadagnano la Top Division. L'anno successivo prese parte al mondiale giocato in Finlandia e Svezia. Nel 2014 partecipò al campionato mondiale disputatosi in Bielorussia.
Nel febbraio 2016 vinse con il Blue Team il torneo preolimpico disputatosi a Cortina d'Ampezzo. Nella primavera dello stesso anno partecipò al mondiale di Prima Divisione disputatosi in Polonia, in cui l'Italia riuscì a guadagnarsi la promozione in Top Division.

## Palmarès

### Club
- Campionato tedesco: 1

Mannheim: 2018-2019

### Nazionale
- Campionato mondiale di hockey su ghiaccio - Prima Divisione: 1

Ungheria 2011

### Individuale
- ECAC All-Academic Team: 4

2009-2010, 2010-2011, 2011-2012, 2012-2013
- ECAC Third All-Star Team: 1

2011-2012
- Maggior numero di reti per un difensore del Campionato mondiale di hockey su ghiaccio - Prima Divisione Gruppo A: 3

Polonia 2016 (1 rete), Gran Bretagna 2023 (5 reti), Italia 2024 (1 rete)
- Miglior difensore del Campionato mondiale di hockey su ghiaccio - Prima Divisione Gruppo A: 3

Polonia 2016, Gran Bretagna 2023, Italia 2024
- Top 3 Player on Team del Campionato mondiale di hockey su ghiaccio: 1

Germania & Francia 2017
- Giocatore con più minuti di penalità della Champions Hockey League: 1

2017-2018 (58 minuti)
- Maggior numero di punti per un difensore del Campionato mondiale di hockey su ghiaccio - Prima Divisione Gruppo A: 2

Gran Bretagna 2023 (6 punti), Italia 2024 (4 punti)
- Top Player on Team del Campionato mondiale di hockey su ghiaccio - Prima Divisione Gruppo A: 1

Gran Bretagna 2023
- Miglior Plus/Minus del Campionato mondiale di hockey su ghiaccio - Prima Divisione Gruppo A: 1

Italia 2024 (+7)